# Klosterkirche Mariä Himmelfahrt (Dillingen an der Donau)

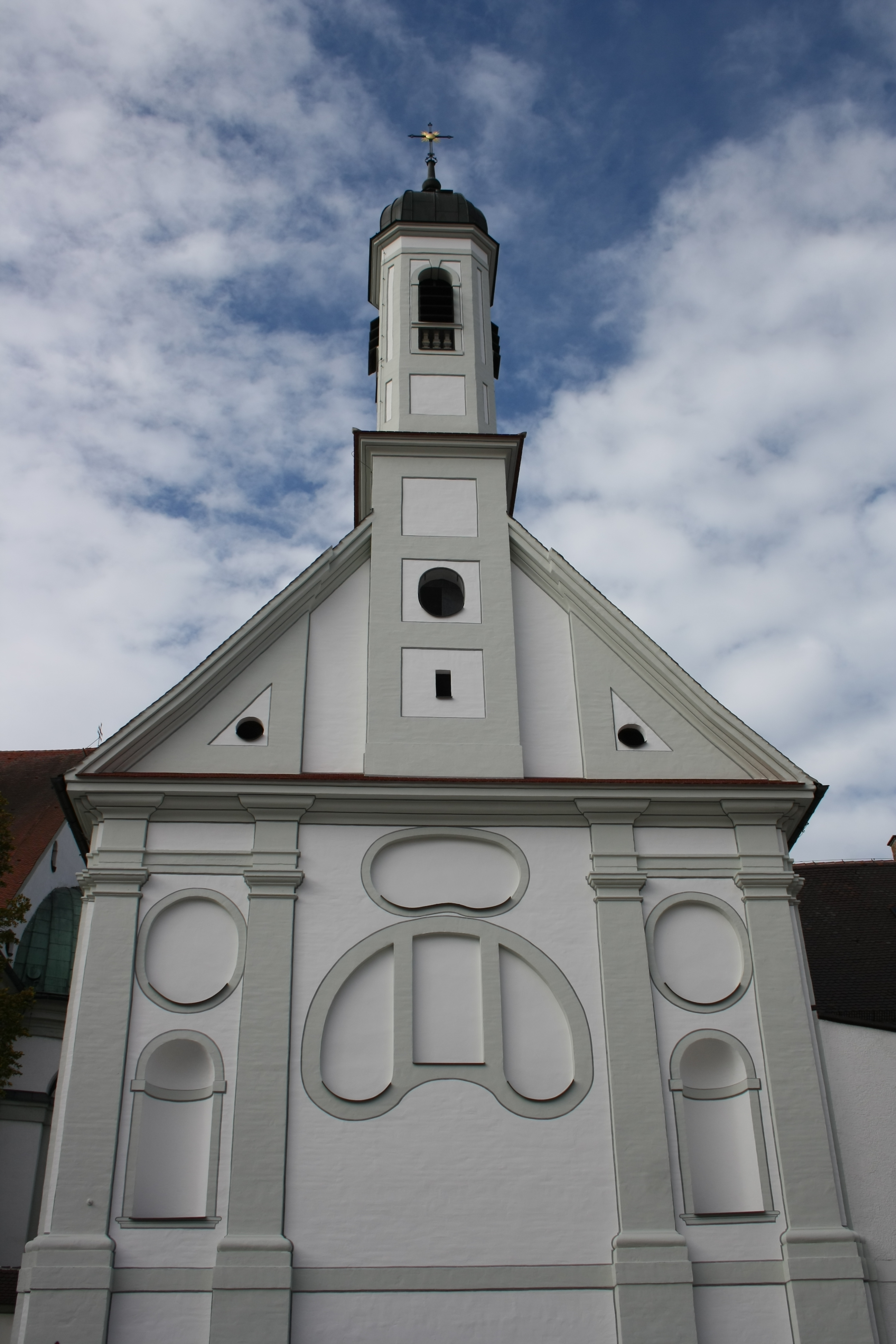
Klosterkirche Mariä Himmelfahrt, Ansicht von Süden

Die Klosterkirche Mariä Himmelfahrt ist die Kirche des Mutterhauses der Dillinger Franziskanerinnen in Dillingen an der Donau im bayerischen Regierungsbezirk Schwaben und gehört zur Diözese Augsburg. Sie wurde im 18. Jahrhundert nach Plänen von Johann Georg Fischer im Stil des frühen Rokoko gebaut.

## Geschichte
Im 16. Jahrhundert wurde die Kapelle des im 13. Jahrhundert gegründeten Franziskanerinnenklosters erweitert und erhöht. Diese wurde 1594 konsekriert. Während des Dreißigjährigen Krieges erlitt die Kirche Beschädigungen, die 1658 wieder beseitigt wurden. 1731 wurde ein Neubau geplant. Die Meisterin des Konventes, Maria Aloisia Erlacherin, beauftragte den Marktoberdorfer Baumeister Johann Georg Fischer (1673–1747), den Stuckateur Ignaz Finsterwalder (1708–1772) aus Wessobrunn und den Asamschüler Christoph Thomas Scheffler (1699–1756) mit den Entwürfen. Nachdem 1736 der Bischof Alexander Sigismund von der Pfalz die Baugenehmigung erteilt hatte, begann man mit dem Abbruch der alten Kirche. Im gleichen Jahr war Franz Xaver Kleinhans (1699–1776), Fischers Palier, mit seinen Gesellen nach Dillingen übersiedelt und übernahm die Bauleitung. Am 28. Mai legte der Stadtpfleger Josef Baron von Westernach im Namen des Bischofs den Grundstein zur neuen Kirche. Am 11. September 1740 wurde die Kirche von Weihbischof Johann Jakob von Mair aus Dillingen Mariä Himmelfahrt geweiht. Die letzte Renovierung fand im Jahr 2009 statt.

## Architektur

### Außenbau

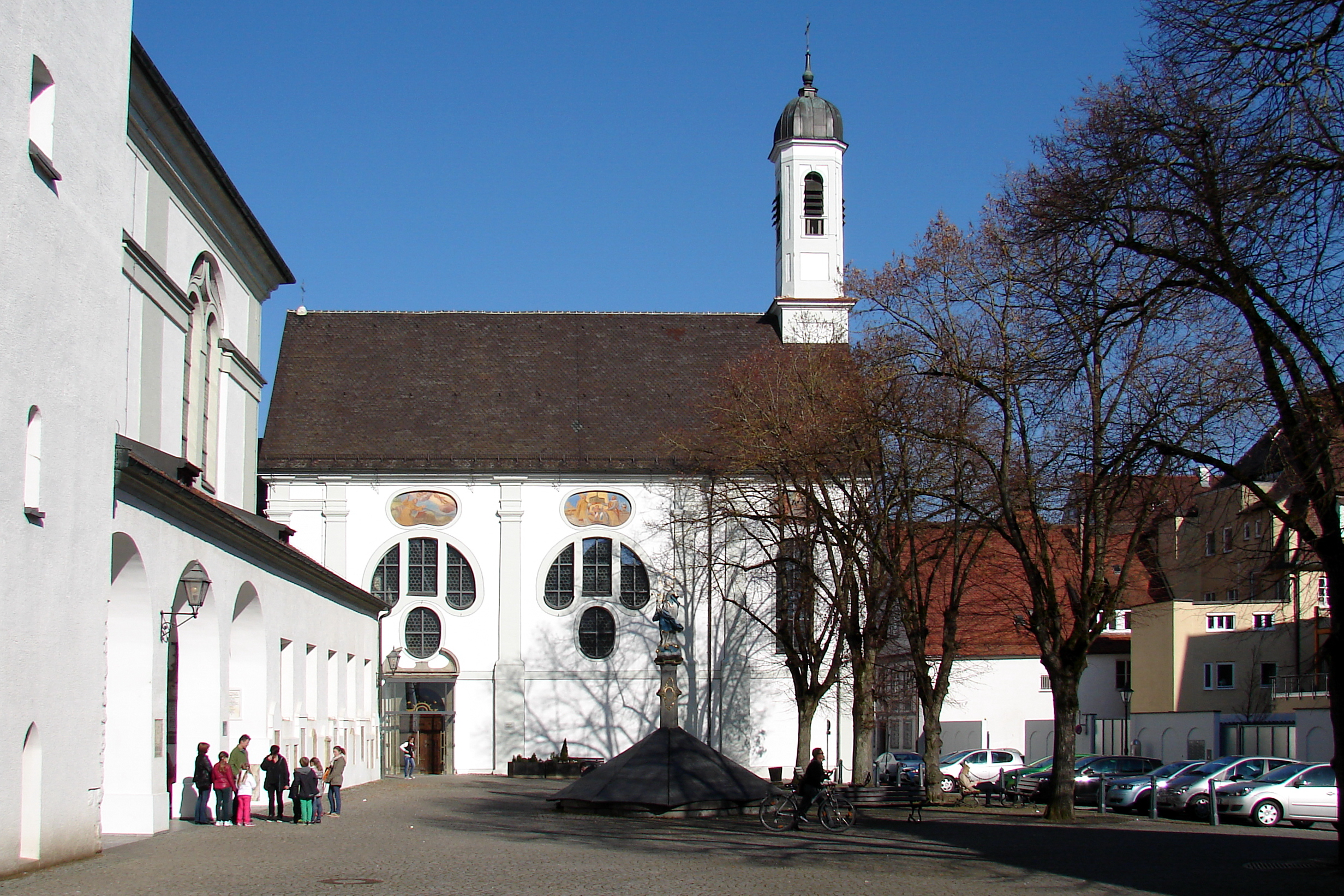
Außenansicht von Westen

Die Kirche schließt sich rechtwinklig an die Pfarrkirche St. Peter an und bildet den östlichen Abschluss des Kirchenvorplatzes. Die Kirche ist nicht geostet, der Chor liegt auf der Südseite. Nord- und Ostfassade weisen zum Klosterbereich und sind nicht zugänglich. Über der fensterlosen Südfassade erhebt sich ein Dachreiter mit achtseitiger Kuppel. Die Außenwand ist durch Strebepfeiler, zwei Nischen und nierenförmige Blendfelder gegliedert. Der Eingang befindet sich an der Westseite, die ebenfalls durch Strebepfeiler und Blendfelder gestaltet ist und in die ein Rundbogenfenster, zwei ovale und zwei nierenförmige Fenster eingeschnitten sind. Unter dem Dachansatz sind drei Felder mit Fresken verziert. Auf dem linken Fresko wird der hl. Franz von Assisi dargestellt, der nach seiner Begegnung mit dem gekreuzigten Christus in der Gestalt eines Seraphen selbst die Wundmale trägt. Das rechte Fresko stellt die hl. Elisabeth dar, die Schutzpatronin des regulierten Dritten Ordens der Franziskaner. Auf dem mittleren Fresko werden Graf Hartmann IV. von Dillingen und sein Sohn Hartmann V., Bischof von Augsburg, dargestellt, die Stifter des Klosters.

### Innenraum

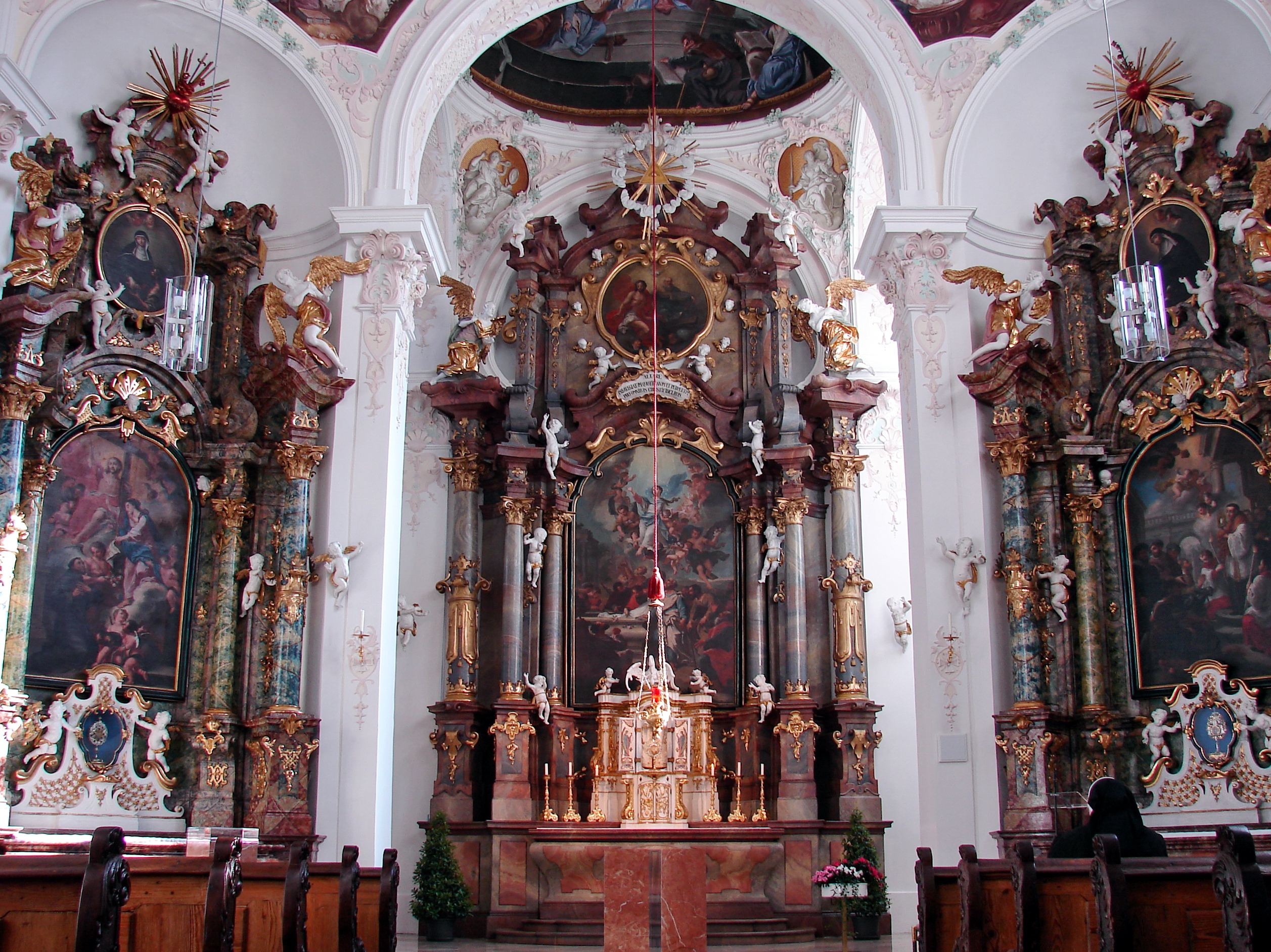
Altarraum

Der Innenraum ist einschiffig und bildet ein Rechteck von 21,6 Metern Länge und 10,8 Metern Breite. An der Nordwand befinden sich zwei übereinanderliegende Emporen. Die untere Empore ist mit einem Chorgestühl ausgestattet und dient als Nonnenchor, auf der oberen Empore ist die Orgel untergebracht. Im Süden mündet das Langhaus in einen querrechteckigen Chor.

## Fresken

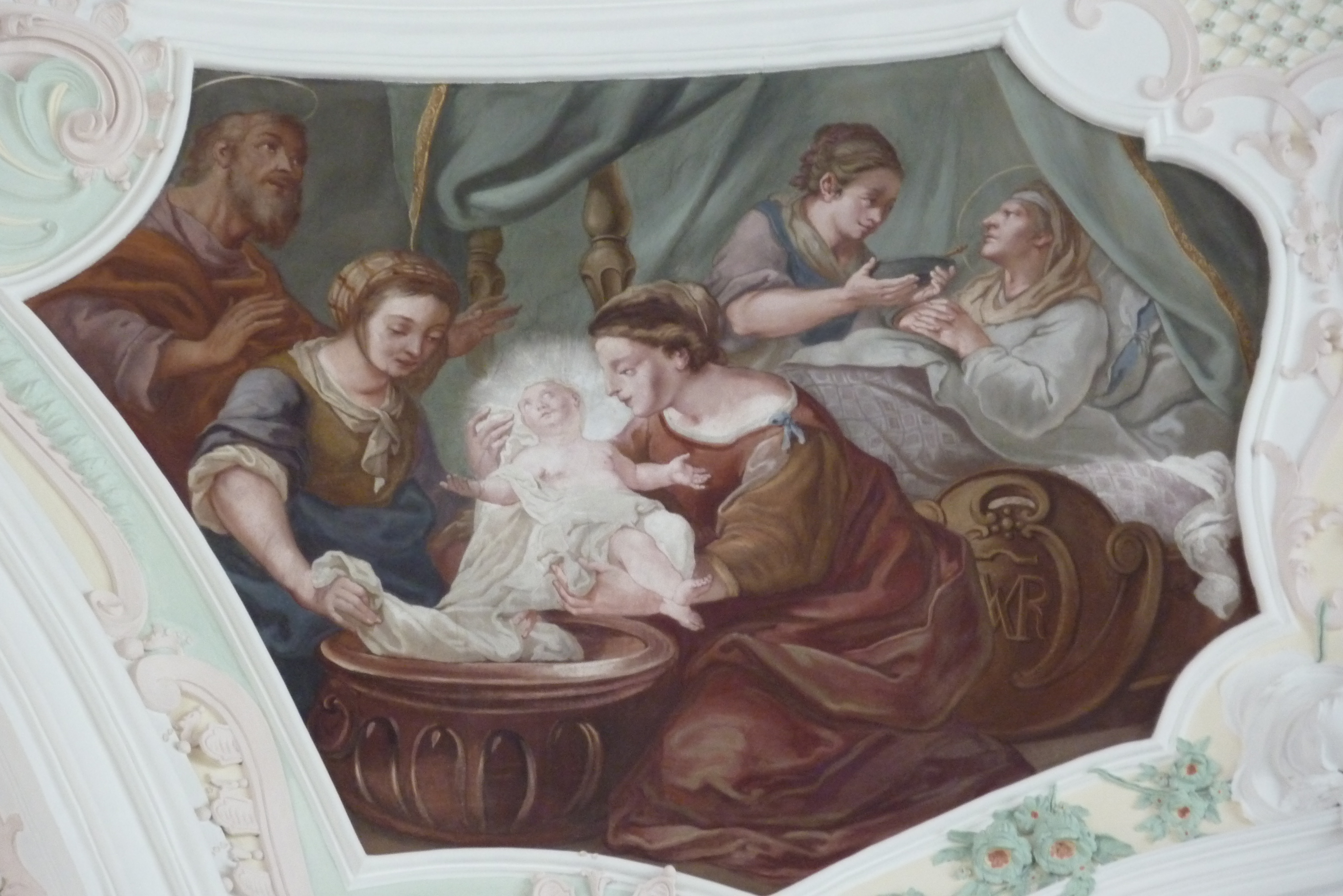
Fresko mit der Darstellung der Geburt Mariens

Das zentrale Thema des großen Deckenfreskos des Langhauses ist die Dreifaltigkeit umgeben von Maria und Persönlichkeiten der Franziskanerorden wie Franz von Assisi (mit den Stigmata), Clara von Assisi (mit Monstranz), Antonius von Padua (mit einer Lilie), Elisabeth von Thüringen (mit Krone), Margareta von Cortona (mit dem Totenkopf), Bonaventura (mit dem Kardinalshut) und Bernhardin von Siena (mit dem Christusmonogramm IHS). Die seitlichen Szenen des Freskos stellen wichtige Ereignisse in der Geschichte des Klosters dar. Auf der Westseite wird der Stiftung durch Graf Hartmann IV. und seinen Sohn Hartmann V. im Jahr 1241 gedacht. Auf der Nordseite erinnert ein Feuer an den Brand des Klosters im Jahr 1438 und die Ostseite zeigt den Wiederaufbau von Kloster und Kirche durch Kardinal Peter von Schaumberg im Jahr 1464. Über der Szene schwebt der hl. Michael mit Kreuz und Waage in der Rechten und dem Wappen des Klosters, dem Kreuz und den Leidenswerkzeugen, in der Linken. Auf der Südseite, die sich zum Chor öffnet, wird die Einsetzung des Allerheiligsten durch Kardinal Otto Truchseß von Waldburg im Jahr 1550 dargestellt. Zwei weibliche Figuren, allegorische Darstellungen des Glaubens (mit Kelch und Hostie, Buch und Kreuz) und der Hoffnung (mit Anker und Lorbeerzweig), umrahmen eine Kartusche mit der Inschrift SOLI DEO HONOR ET GLORIA (Gott allein gebührt Ehre und Ruhm).
Die sechs kleineren Fresken in Höhe der Fensterzone stellen Szenen aus dem Leben Mariens dar: Verkündigung der Geburt Marias an Joachim und Anna durch einen Engel, Mariä Geburt, Tempelgang Marias, Mariä Verkündigung, Mariä Heimsuchung und Darstellung Jesu im Tempel.
Das Fresko der Chorkuppel stellt die Sendung des Heiligen Geistes dar, der in Feuerzungen auf Maria und die Apostel niederschwebt. Umgeben ist die Szene von allegorischen Darstellungen der Klugheit (mit Spiegel und Schlange), der Gerechtigkeit (mit Waage und Schwert), des Starkmuts (mit Rüstung und Turm) und der Mäßigung (mit Krug und Becher).

## Ausstattung

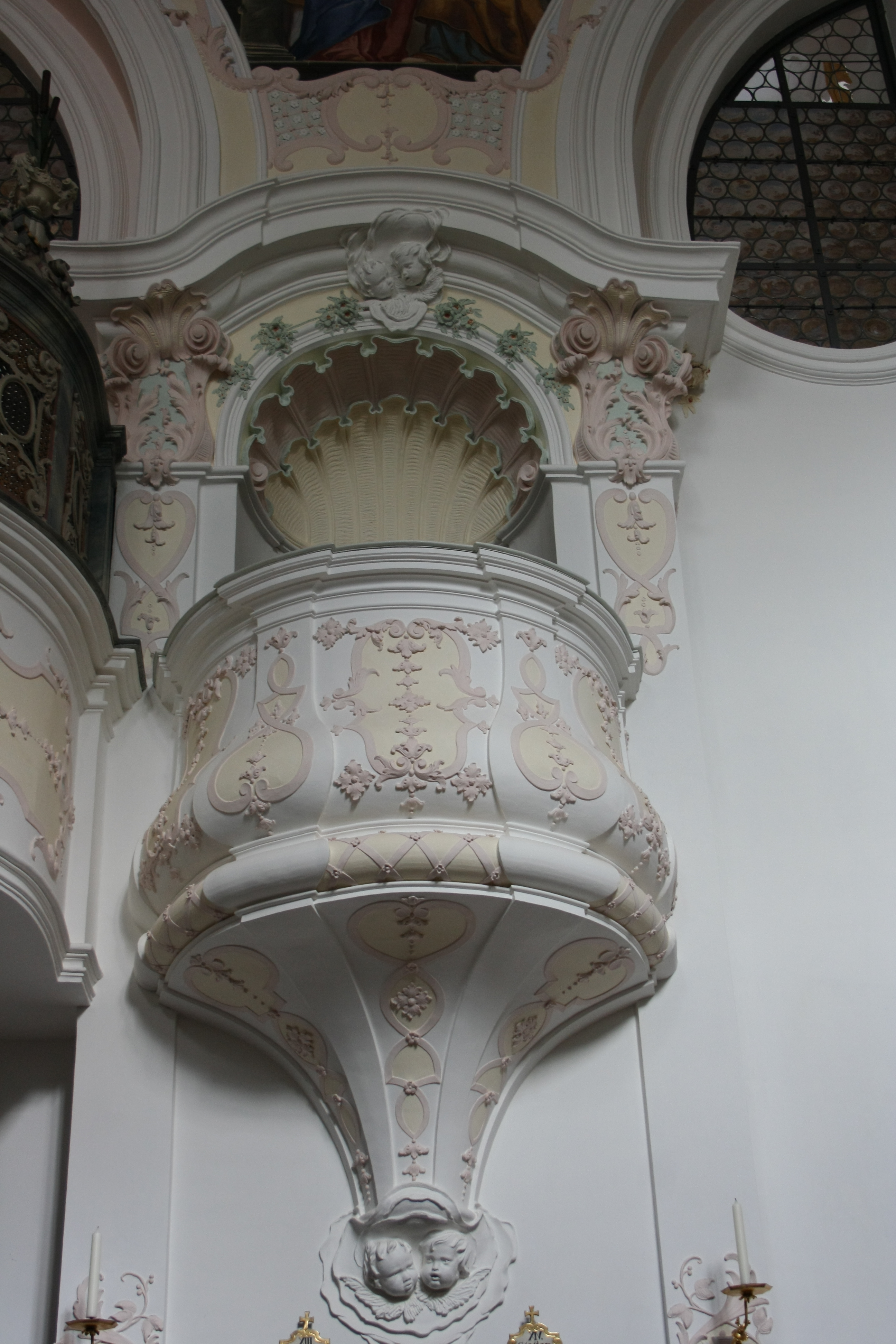
Kanzel

Die drei Altäre wurden 1737 von dem Gögginger Schreiner Josef Einsle geschaffen, mit der Vergoldung wurde der Dillinger Maler Matthias Wolker betraut. Die Altargemälde stammen von Christoph Thomas Scheffler, der auch die Freskierung der Kirche übernahm. Das Hauptaltarbild ist dem Patrozinium der Kirche gewidmet und stellt Maria dar, die von Engeln begleitet zum Himmel emporschwebt, der Heiligen Dreifaltigkeit entgegen, die auf dem ovalen Auszugsbild abgebildet ist. Der linke Seitenaltar ist dem Ordensgründer Franz von Assisi geweiht und zeigt die Kapelle Portiuncula, in der er 1226 starb. Das Auszugsbild stellt die hl. Elisabeth von Thüringen dar. Der rechte Seitenaltar ist dem hl. Antonius von Padua gewidmet und der Legende, nach der Antonius in Toulouse zur Bekehrung eines Albigensers einem Esel das Allerheiligste vorhielt, der sich davor niederkniete. Das Auszugsbild zeigt die hl. Margareta von Cortona, die 1728 heiliggesprochen wurde.
An der Westwand steht in einer Nische eine Skulptur des 1729 heiliggesprochenen Johannes Nepomuk, die um 1737 von Peter Heel (1696–1767) aus Pfronten geschaffen wurde. In den gegenüberliegenden Wandpfeiler der Ostseite ist die Rokokokanzel von Franz Xaver Kleinhans integriert.
Das überlebensgroße Kreuz an der Ostwand steht am Übergang von der Gotik zur Renaissance. Es wird in die Zeit um 1520/30 datiert und wurde Ende des 17. Jahrhunderts der Klosterkirche gestiftet. Die rechte Skulptur unter dem Kreuz mit Totenschädel und Salbgefäß wird als hl. Margareta von Cortona gedeutet. Sie wurde um 1670 aus Lindenholz geschnitzt. Die linke Figur stammt von 1750 und stellt Petrus dar. Der Hahn zu seinen Füßen verweist auf seine Verleugnung Jesu.